# Kuwanimyia appendiculata
Kuwanimyia appendiculata är en tvåvingeart som först beskrevs av de Meijere 1910.  Kuwanimyia appendiculata ingår i släktet Kuwanimyia och familjen parasitflugor. Inga underarter finns listade i Catalogue of Life.